# Хейвенпорт
«Хейвенпорт» (англ. The Waterfront) ― американский сериал в жанре криминальной драмы, созданный Кевином Уильямсоном. Премьера сериала состоялась на Netflix 19 июня 2025 года.

## Сюжет
Действие сериала происходит в вымышленном приморском городке Хейвенпорт, штат Северная Каролина. В центре сюжета — известная, но неблагополучная семья Бакли, которая пытается сохранить свою приходящую в упадок рыболовную империю на плаву, вступая в опасный мир наркобизнеса.

## Актёрский состав

### Основной состав
- Холт Маккэлани — Харлан Бакли
- Мария Белло ― Белль Бакли
- Мелисса Бенойст ― Бри Бакли
- Джейк Уэри ― Кейн Бакли
- Рафаэль Л. Сильва ― Шон Уилсон
- Умберли Гонсалес[англ.] ― Дженна Тейт
- Даниэль Кэмпбелл ― Пейтон Бакли
- Брейди Хепнер[англ.] ― Диллер Хопкинс

### Роли второго плана
- Майкл Гэстон ― Шериф Клайд Портер
- Джерардо Селаско[англ.] ― Агент УБН Маркус Санчез
- Тофер Грейс ― Грейди
- Эндрю Колл ― Помощник шерифа Сойер
- Дейв Эннабл ― Уэс Ларсен

## Производство

### Разработка
15 мая 2024 года Netflix утвердил производство сериала «Хейвенпорт». Сериал создан Кевином Уильямсоном, который также выступит исполнительным продюсером вместе с Беном Фастом. В производстве сериала участвуют Universal Television и Outerbanks Entertainment. Уильямсон также является шоураннером. Через четыре месяца Маркос Сига должен был стать режиссёром первых двух эпизодов и присоединиться к команде исполнительных продюсеров.

### Кастинг
В августе 2024 года на главные роли были утверждены Холт Маккэллани и Мария Белло. 18 сентября 2024 года к основному актёрскому составу присоединились Мелисса Бенойст, Джейк Уэри, Рафаэль Л. Сильва, Умберли Гонсалес, Даниэль Кэмпбелл и Брейди Хепнер. Майкл Гэстон и Джерардо Селаско получили второстепенные роли. В октябре 2024 года Тофер Грейс и Эндрю Колл также присоединились к актёрскому составу во второстепенных ролях. 4 ноября 2024 года Дейв Эннабл был утверждён на второстепенную роль.

### Съёмки
Основные съёмки сериала проходили в период с августа по декабрь 2024 года в Уилмингтоне и Саутпорте, штат Северная Каролина.

### Музыка
23 мая 2025 года стало известно, что Джон Фриззелл занимается композицией музыки для сериала.

## Релиз
Сериал «Хейвенпорт» вышел 19 июня 2025 года, включая все восемь серий.

### Реакция
Сайт-агрегатор рецензий Rotten Tomatoes сообщил, что фильм получил рейтинг одобрения 64% на основе 22 рецензий критиков. Metacritic, который использует взвешенное среднее, присвоил фильму оценку 53 из 100 на основе 17 рецензий, что указывает на «смешанные или средние отзывы».